# Revolta dels Barretines

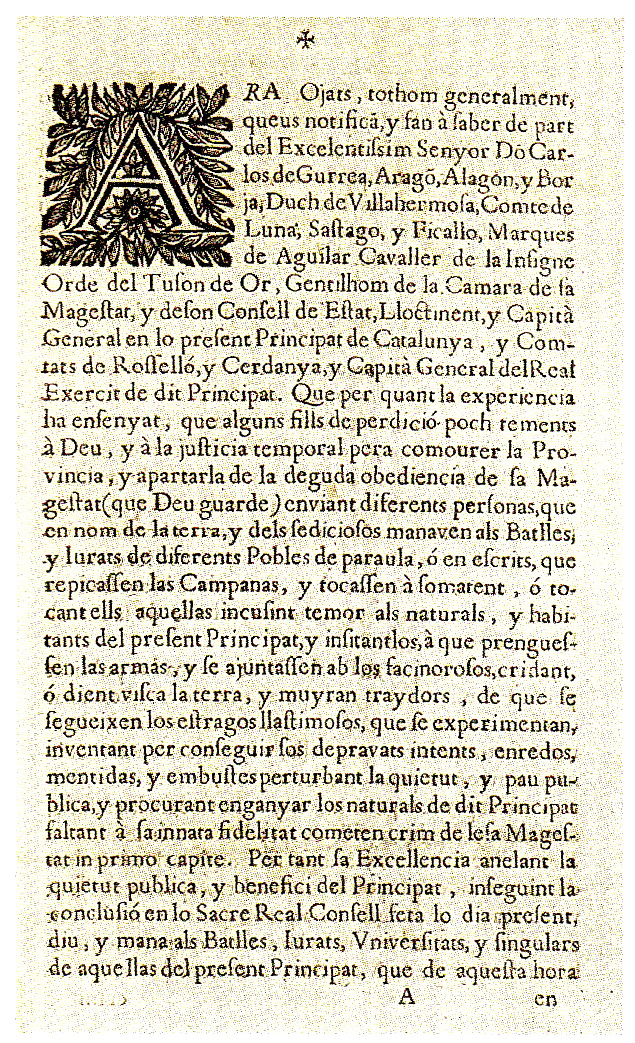
Cartell institucional advertint sobre la Revolta

La Revolta dels Barretines o Revolta dels Gorretes (1687-1689) va ser una revolta pagesa contra els abusos de les tropes del rei Carles II, que va tenir una especial intensitat a Osona, el Lluçanès, el Bages i el Vallès; però que va arribar també al Baix Llobregat, el Penedès, la Segarra, l'Urgell i fins i tot a la Marina. Va ser una de les revoltes pageses més nombroses a l'Europa del segle xvii, arribant a revoltar 18.000 pagesos el 1689.

## Causes i context
L'any 1687 molts pagesos catalans es veien forçats altre cop a alimentar i allotjar a casa seva les tropes reials espanyoles, malgrat que en aquells moments no hi havia cap guerra oberta contra el regne de França. També havien de pagar diverses contribucions pel manteniment de l'exèrcit, que requeien només sobre les classes populars, ja que les privilegiades n'eren exemptes. A més a més, els soldats abusaven sovint de la població prenent més del que la família pagesa estava obligada a donar-los. Per si no n'hi hagués prou, la situació arribà a un punt crític per la plaga de llagostes que des del 1685 estava malmetent les collites d'una gran part de Catalunya, sumint a la misèria moltes famílies del camp. De fet, a Madrid sabien que les tropes de cavalleria del Principat no havien cobrat el seu salari, però es limitaven a recomanar al virrei que s'espavilés per extreure de les institucions catalanes "alguna forma de paga" que pogués apaivagar els ànims de la soldadesca.
Al llarg de la primavera del 1687 diversos municipis van enviar cartes a la Diputació del General de Catalunya reportant els abusos dels militars. El diputat eclesiàstic Antoni de Saiol va elevar les queixes locals al virrei Felípez de Guzmán, marquès de Leganés i fins i tot al Consell d'Aragó, recordant-los que en temps de pau els catalans no tenien perquè suportar aquesta càrrega econòmica. La resposta del virrei fou acusar-lo a ell i a l'oïdor militar Josep Sitges d'instigar els pobles a revoltar-se; i va ordenar al veguer de Lleida que aturés el correu amb Madrid per tal que no arribés a la Cort la documentació que hi havien enviat, una acció il·legal. A més a més el virrei va demanar al rei que desinsaculés a Saiol i a Sitges perquè no poguessin tornar a dirigir la institució catalana. Enmig de la crisi política, el mateix bisbe de Barcelona Benet Ignasi de Salazar va sortir en defensa dels polítics catalans, però malgrat tot el rei Carles l'Embruixat va permetre la desinsaculació demanada. Lluny d'atemorir els municipis, sembla que l'empresonament dels seus defensors va fer augmentar la llista de poblacions que rebutjaven pagar contribucions per mantenir l'exèrcit.

## La revolta

### L'inici el 1687
L'inici de la revolta es va produir el mes d'octubre d'aquell 1687 al poble de Centelles, que es va negar a allotjar els soldats. Immediatament els municipis dels voltants de Barcelona també es negaren a pagar les contribucions ordenades al·legant la pobresa imperant arreu. La reacció del virrei fou empresonar diversos consellers municipals i expedir una 400 cavallers i 600 soldats cap al poble osonenc; però la tropa fou aturada i obligada a recular per un sometent format pels vilatans. Leganés va sortir de Barcelona amb un exèrcit convençut que la revolta la patrocinaven els seus enemics Saiol; però quan va adonar-se que l'abast de la revolta era tal que havia barrat el pas del Congost cap a Osona, va recular fins a Granollers on es va avenir a pactar la fi de la revolta amb una comissió de notables, que li va demanar un perdó general.
L'hivern va transcórrer amb una calma tensa, durant la qual es va detectar la presència de tropes franceses al Rosselló, que en qualsevol moment podien envair la Catalunya Sud, ja que des de la pèrdua de la Catalunya Nord no hi havia cap fortalesa que els privés el pas.

### L'èxit del 1688
El 4 d'abril del 1688 la baralla entre un pagès i el soldat que allotjava a casa seva fou l'espurna que va calar de nou el conflicte. Al toc de sometent es congregaren a Centelles 600 o 700 homes armats. El dia 6 ja eren 2.000 pagesos armats que entraven a Mataró a exigir als jurats locals que no paguessin les contribucions del virrei. El dia 8 d'abril ja eren entre 10.000 i 20.000 pagesos, que van començar a concentrar-se a les portes de la muralla de Barcelona clamant contra les contribucions i els allotjaments. En aquell moment tothom recordava Corpus de Sang del 1640, desencadenat per la unió de forces entre pagesos i les classes populars barcelonines i que havia desembocat en la Revolta dels Segadors. El 9 d'abril es va produir un episodi encara avui confús: el bisbe Benet Ignasi de Salazar va sortir a parlar amb els pagesos acompanyat d'altres notables religiosos; però com que sembla que faltaven alguns dels líders dels pagesos, es va decidir que tornés a entrar a la ciutat. En aquell moment, els que li feien d'escorta van intentar prendre el control del portal de la muralla, acció que va fracassar i es van retirar prenent el bisbe d'ostatge, presumptament. L'endemà, els revoltats decidiren que com que el bisbe era de nacionalitat castellana no podia ser un mediador vàlid. Això va obligar que de la ciutat en sortís una comissió de cinc cavallers barcelonins per parlamentar amb els portaveus dels pagesos. D'aquella negociació van sortir les demandes que, en resum, feien els pagesos al virrei:
1. Un perdó general pels fets esdevinguts aquells dies
2. El respecte a les Constitucions de Catalunya, en especial la regulació referent als allotjaments i al fet que no s'havien de pagar contribucions extraordinàries
3. Transcriure el document entregat pels pagesos al Dietari de la Generalitat perquè en quedés constància (text que va tenir una àmplia difusió social els dies posteriors)
4. L'alliberament i restabliment als seus càrrecs d'Antoni de Saiol com a diputat eclesiàstic (i del seu germà Daniel) i de Josep Sitges com a oïdor militar de la Diputació del General.

- A més a més, els pagesos avisaven que si no es donava un compliment satisfactori, el sometent dels barretines tornaria a Barcelona el 20 de maig.

El resultat de la trobada va ser que totes les institucions, inclosa la Reial Audiència, van aconsellar al virrei que acceptés les demandes. Leganés, a contracor, ho va fer: Va acceptar alleugerir el nombre de soldats que havien de mantenir les zones revoltades, enviant-los a d'altres comarques, a canvi que la Generalitat i el Consell de Cent fessin un donatiu pel manteniment de les tropes reials. Poc després, l'11 de maig el rei va ordenar el restabliment de Saiol i Sitges a llurs càrrecs i que s'insaculessin de nou els seus noms. De Madrid, però, també va arribar la destitució del marquès de Leganés com a virrei de Catalunya, substituït pel comte de Melgar.
Malgrat tot, aquell estiu no es va tornar pas a la normalitat: en molts llocs del país la població s'alçava en revoltes antisenyorials: Martorell, Sabadell, Berga, Puigcerdà, Sant Boi, Vilamajor, Castellbò, Solivella… L'avalot de les faves contra els canonges de Manresa fou la més important, ja que es van produir assassinats i robatoris. El novembre Melgar va dimitir, deixant la lloctinència en mans de Carles de Borja i d'Aragó-Gurrea, duc de Villahermosa, a qui la Diputació havia denegat una pensió sobre el bisbat d'Urgell.

### L'esclat i la repressió: 1689
En esclatar la Guerra dels Nou Anys amb França l'any 1689, la situació va empitjorar. El nou virrei enviava a Madrid informes en què transmetia la idea que el principal enemic no eren els 12.000 soldats francesos preparats al Rosselló, sinó l'estat de rebel·lió que es respirava a Catalunya, on els fulls volants circulaven profusament. Sorprenentment, Villahermosa va exigir que Catalunya fes un gran donatiu de 2.400.000 rals per mantenir l'exèrcit reial, que ja estava allotjat a les cases de la població.
La idea va enervar altre cop els pagesos que van decidir lluitar contra el donatiu. Els capitostos de les revoltes de l'any anterior deien que, si s'havia de pagar, el virrei ho havia de demanar a una Junta General de Braços, o fins i tot a un Parlament General del Principat, i que l'havien de pagar no només els pagesos sinó també les ciutats catalanes, com Barcelona, i les classes privilegiades. Els líders revolucionaris que esgrimien aquesta sòlida argumentació jurídica eren diversos pagesos propietaris de les seves terres: Antoni Soler, Sebastià Enric Torres, Josep Rocafort, Joan Rocabruna i A. Rosell. Amb el nom d'Exèrcit de la Terra i amb el crit de «Visca la terra i morin els traïdors!», el novembre de 1689 van alçar-se simultàniament a diverses poblacions del Baix Llobregat: Sant Boi de Llobregat, Begues, Gavà, Castelldefels, Sant Vicenç dels Horts, Sant Climent de Llobregat, Sant Feliu de Llobregat, Sant Just Desvern, Cornellà, Sarrià, Sant Joan Despí, així com Centelles a Osona. És destacable el fet que els avalotats capturaven i desarmaven els soldats de cavalleria, però no els mataven pas. Només hi hagué alguns morts en els dos bàndols durant la lluita.
A Barcelona, el nou consistori de la Diputació escollit el juliol va donar suport al virrei. També ho van fer el Consell de Cent i el Braç Militar. Els tres comuns van enviar correus a totes les poblacions catalanes demanant que no s'unissin a la revolta i que es mantinguessin fidels al rei Carles II. En el fons, les classes privilegiades tenien por que es generalitzés una revolució antisenyorial a tot Catalunya. Amb aquell suport polític, Villahermosa va desencadenar una ferotge repressió contra la pagesia:
Primer va atacar Sant Feliu de Llobregat, cremant la població sencera, i després Sant Boi. Seguidament va dispersar els que ocupaven Mataró. Els soldats espanyols van matar almenys 140 pagesos en els diversos combats. Finalment, els 6.000 o 10.000 que havien tornat a acampar davant les muralles de Barcelona van decidir aixecar el setge el 30 de novembre. Els líders dels pagesos van acabar morts, com Antoni Soler que fou assassinat, o exiliats a França. D'aquesta manera acabava la coordinació pagesa que havia existit des del 1687.

## Conseqüències
Enmig de la repressió, la Diputació va arribar a suggerir al virrei que decretés un perdó general i, a canvi, li entregarien un donatiu de 190.000 lliures anuals pel manteniment de la cavalleria. Tot i que primer va rebutjar agrament el perdó, finalment va acabar acceptant els diners. Aquest gest de les institucions catalanes fou recompensat a finals del 1689 amb dues gràcies protocol·làries: A partir d'aquell moment el Consell de Cent va rebre el cobejat dret de cobertura que tenien els "Grans d'Espanya" pel qual no s'havien de treure el barret en presència del rei; i la Diputació i el Braç Militar van rebre el tractament d'"Ilustres y fidelíssimos". De totes maneres, el donatiu no va tenir gaire èxit: Anys després, el 1694, en un país ple d'allotjaments de soldats, en guerra, amb la frontera francesa tancada, només s'havien pogut recaptar 62.943 lliures.
Mentrestant, els líders pagesos exiliats a França es van enrolar a les companyies de fusellers de muntanya, com fou el cas de Sebastià Enric Torres, Josep Rocafort i Joan Rocabruna. Estigueren actius fins a la Guerra de Successió, tot i que vers el 1695 la seva popularitat ja no era la que havien tingut durant la revolta dels Barretines. Estaven a les ordres de l'intendent del Rosselló Ramon de Trobat i Vinyes, el qual aprofitava la fama que tenien entre la pagesia catalana per fomentar la seva revolta contra la monarquia espanyola i obrir Catalunya al rei Lluís XIV.
A finals del 1689 l'intendent Trobat va publicar una soflama com si ell mateix fos diputat i afirmant que tots els catalans pensaven igual que els barretines revoltats. Això va obligar a la Diputació d'imprimir una contraproclama desvinculant-se de la revolta, qualificant els sediciosos de gent de baixa condició i desmentint que Catalunya volgués ser governada pels francesos.

## La implicació de la família Saiol
Els germans Saiol i Quarteroni (fills del prohom Felicià Saiol Barberà i Maria Quarteroni) van tenir un paper encara poc aclarit. Cal advertir que anys després tots van ser austriacistes, alguns molt convençuts. Els principals germans eren:
- Antoni de Saiol i de Quarteroni: canonge de Barcelona i exrector de l'Estudi General de Barcelona, el més rellevant per ser diputat eclesiàstic de la Diputació.
- Daniel de Saiol: també canonge, ardiaca del Bisbat de Barcelona i assessor de la Diputació. Humanista que va acumular una molt notable biblioteca particular de 1.500 llibres (alguns de prohibits).
- Felicià de Saiol: frare comanador i lloctinent del prior de l'Ordre de Sant Joan a Catalunya
- Francesc de Saiol: capità de la Coronela de Barcelona el 1684, exdiputat militar i sempre relacionat amb la defensa militar de Barcelona.

Des dels anys 70 a l'entorn dels germans es va anar constituint una potent facció política barcelonina, de la qual tenien constància a la Cort de Madrid. Els més actius en els esdeveniments de la Revolta dels Barretines van ser Antoni, Daniel i Felicià. És evident que van actuar a favor dels municipis que es lamentaven dels allotjaments militars el 1687. Pocs dies després dels avalots el virrei marquès de Leganés acusava directament Felicià de Saiol de ser l'instigador de la revolta de Centelles. opinió que compartia el tresorer de l'Audiència Pere Montaner que veia Antoni de Saiol i Josep Sitges com a inspiradors morals, tot i que també admetia que l'estat de desesperació dels pobles era ben cert. Les acusacions dels oficials reials foren les causants de la seva destitució i desinsaculació l'octubre del 1987. Cal recordar, però, que Leganés i la Diputació liderada per la família Saiol estaven embrancats en un complicat plet judicial privat, que enfrontava específicament a Manel de Llupià i la família Fontanella-Alemany.
Durant l'inici de la Revolta dels Barretines el 1687, Leganés no va tenir cap escrúpol en intentar que el rei destituís tot el consistori de la Diputació, i després pactar amb quatre d'ells (no sense amenaçar-los prèviament) per tal que denunciessin Antoni i Daniel de Saiol i Josep Sitges. La divisió de les institucions catalanes va permetre a les autoritats reials de destituir aquestes tres persones a mode d'escarment i advertència per a tota la resta. Ja en aquell moment hom va alertar al rei que Leganés sentia odi pels Saiol, i que es corria el perill que el consell esbiaixat del virrei acabés agreujant l'animositat de la societat catalana.